# Space Adventures Crew Dragon mission
Space Adventures Crew Dragon mission — запланований політ на низьку навколоземну орбіту у космічному кораблі «Crew Dragon» компанії SpaceX чотирьох космічних туристів. Організацією місії займається Space Adventures. Запуск відбудеться не раніше кінця 2021 року ракетою Falcon 9 Block 5.
Попередньо Space Adventures вдало організувала політ семи космічних туристів на МКС, однак цього разу стикування зі станцією не передбачено, а Crew Dragon підніметься на еліптичну орбіту із апогеєм, утричі більшим, ніж у МКС. Планується побити рекорд висоти, встановлений у 1966 році під час пілотованої місії Gemini 11 (1368 км). Професійного пілота космічного корабля у складі екіпажу не буде, оскільки Crew Dragon здатен на політ у автономному режимі. Перед запуском майбутні астронавти мають пройти кількатижневий тренувальний курс, а тривалість самої місії складатиме до п'яти днів. Вартість посадкового місця становитиме близько $52 млн.